# 施泰尔马克州魏斯基兴
施泰尔马克州魏斯基兴是奥地利施泰尔马克州穆尔河谷县的一个市镇。总面积1.27平方公里，总人口1306人，人口密度1028.3人/平方公里（2005年）。